# ماس کریستی
ماس کریستی (انگلیسی: Moss Christie; ۲۶ نوامبر ۱۹۰۲ – ۱۹ دسامبر ۱۹۷۸) شناگر اهل استرالیا بود.
وی در مسابقات کشوری و بین‌المللی در مجموع برندهٔ ۱ مدال نقره شده‌است.